# Laffrey
Laffrey ist eine französische Gemeinde mit 468 Einwohnern (Stand 1. Januar 2022) im Département Isère in der Region Auvergne-Rhône-Alpes. Die Einwohner Laffreys werden Fredeyards genannt.

## Geographie
Laffrey liegt etwa 30 Kilometer südlich von Grenoble. Die nahe gelegenen Seen (Lac Laffrey und Lac mort) machen die in den französischen Alpen gelegene Gemeinde zu einem beliebten Ausflugsziel für Touristen.

## Geschichte
Bekannt wurde Laffrey als der Ort, an dem Napoléon Bonaparte auf ein königliches Bataillon Ludwig XVIII. traf, das zu seiner Verhaftung entsandt worden war. Nachdem Napoléon sein Exil auf Elba am 1. März 1815 verlassen hatte, zog er mit seiner Gefolgschaft Richtung Paris. Dabei traf er am Nachmittag des 7. März kurz vor Laffrey auf die königlichen Truppen. Diesen stellte sich Napoléon mit den Worten entgegen: „Soldaten, wenn es einen unter euch gibt, der seinen Kaiser töten möchte – hier bin ich“. Daraufhin ließen die Soldaten die Waffen sinken und riefen: „Lang lebe der Kaiser!“
Seit 1930 erinnert eine Reiterstatue Napoléons auf der prairie de la Rencontre (Wiese der Begegnung) an dieses Ereignis.

## Bevölkerungsentwicklung
| Jahr                       | 1962 | 1968 | 1975 | 1982 | 1990 | 1999 | 2006 | 2017 |
| -------------------------- | ---- | ---- | ---- | ---- | ---- | ---- | ---- | ---- |
| Einwohner                  | 226  | 238  | 198  | 211  | 249  | 341  | 360  | 455  |
| Quellen: Cassini und INSEE |      |      |      |      |      |      |      |      |

## Sehenswürdigkeiten

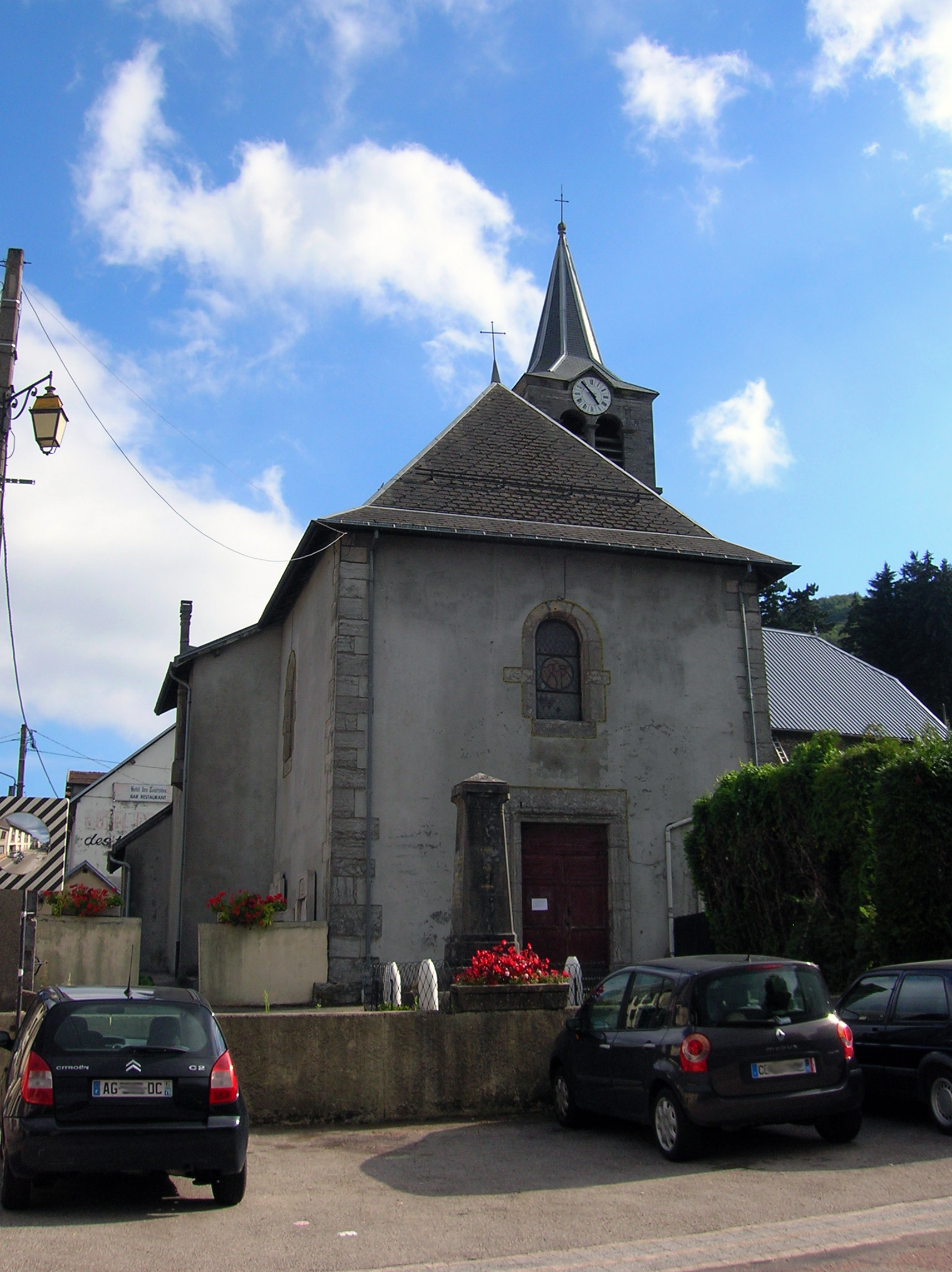
Kirche Saint-Esprit

- Kirche Saint-Esprit